# Sainte-Livrade-sur-Lot
Sainte-Livrade-sur-Lot (okzitanisch: Santa Liorada d’Olt) ist eine französische Stadt mit 6518 Einwohnern (Stand: 1. Januar 2022) im Département Lot-et-Garonne in der Region Nouvelle-Aquitaine. Die Gemeinde liegt im Arrondissement Villeneuve-sur-Lot und im Kanton Le Livradais.

## Geographie
Die Gemeinde Sainte-Livrade-sur-Lot liegt am Fluss Lot. Sie wird umgeben von den Nachbargemeinden Casseneuil im Norden, Bias im Osten, Allez-et-Cazeneuve im Südosten, Dolmayrac im Süden, Le Temple-sur-Lot im Südwesten, Saint-Étienne-de-Fougères im Westen und Pinel-Hauterive im Nordwesten.
Durch die Gemeinde verlaufen die früheren Route nationale 111 und Route nationale 667.

## Geschichte
Die Siedlungsgeschichte der Gemeinde geht bis in die Eisenzeit zurück. Die heutige Ortschaft wurde als Bastide 1289 begründet.
Ende 1939 wurde auf einem Gelände, das sich über Gemarkungsteile von Saint-Livrade, Casseneuil und Bias erstreckte, mit den Bauarbeiten zu Errichtung einer Schießpulverfabrik begonnen. Die Bauarbeiten, die nach dem Waffenstillstand von Compiègne (1940) wieder eingestellt wurden, wurden hauptsächlich von zwangsrektrutierten Spaniern, die während oder nach dem Ende des Spanischen Bürgerkriegs nach Frankreich geflüchtet waren, ausgeführt.
Zur Unterbringung der spanischen Zwangsarbeiter entstand in Saint-Livrade das Camp du Moulin (Lage), aus dem in den 1950er Jahren ein Centre d'accueil des Français d'Indochine (CAFI) wurde, ein Auffanglager für Rückkehrer aus Indochina nach Frankreichs Niederlage in der Schlacht um Điện Biên Phủ.
Auf einem Teil des ehemaligen Poudrerie-Geländes rund um das Château de Miquels entstand ebenfalls Mitte der 1950er Jahre das Lycée Etienne Restat, eine landwirtschaftlich ausgerichtete Schule und Berufsaus- und -weiterbildungsstätte.

## Bevölkerungsentwicklung
| Jahr      | 1962 | 1968 | 1975 | 1982 | 1990 | 1999 | 2007 | 2018 |
| Einwohner | 5289 | 5926 | 5787 | 5785 | 5938 | 5865 | 6142 | 6458 |

## Persönlichkeiten
- Alphonse Loubat (1799–1866), Unternehmer
- Jacques Bordeneuve (1908–1981), Politiker, kurzfristig Bildungsminister 1958
- Louis Dollot (1915–1997), Diplomat und Schriftsteller
- Pierre Gascard (1916–1997), Schriftsteller

## Sehenswürdigkeiten
- der Königsturm, im 12. Jahrhundert zu Ehren von Richard Löwenherz errichtet

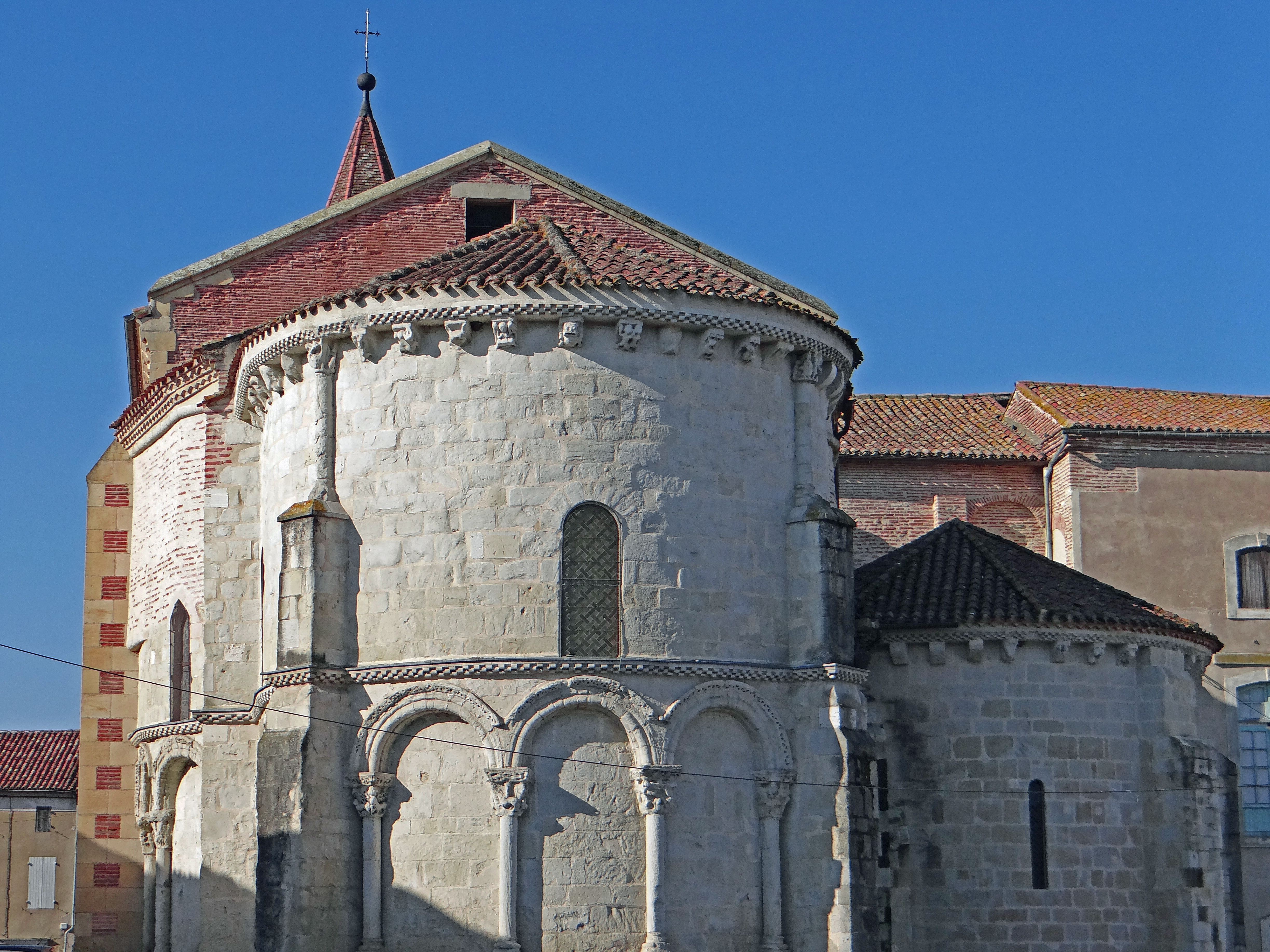
Kirche Sainte-Livrade
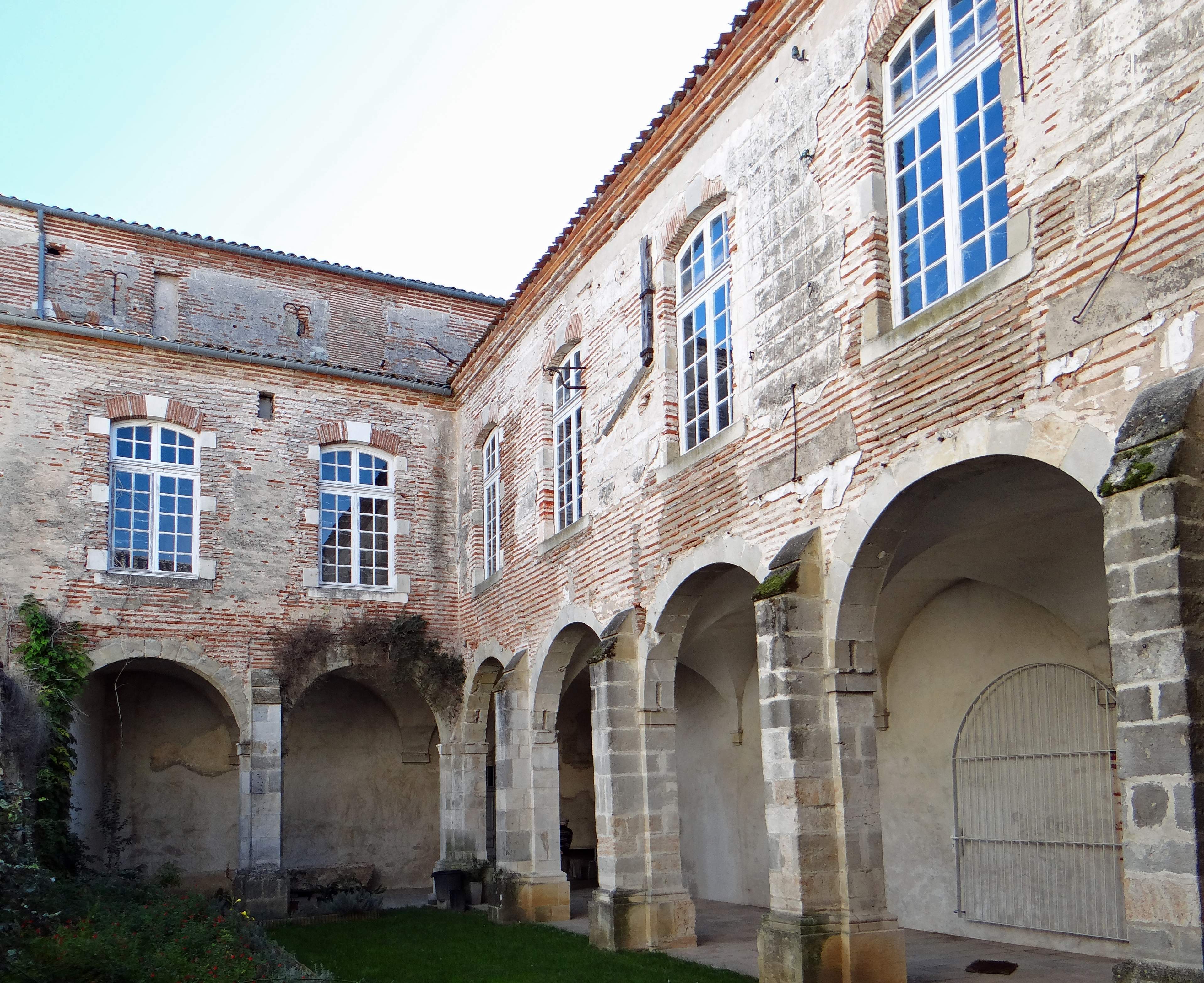
Kreuzgang des ehemaligen Klosters
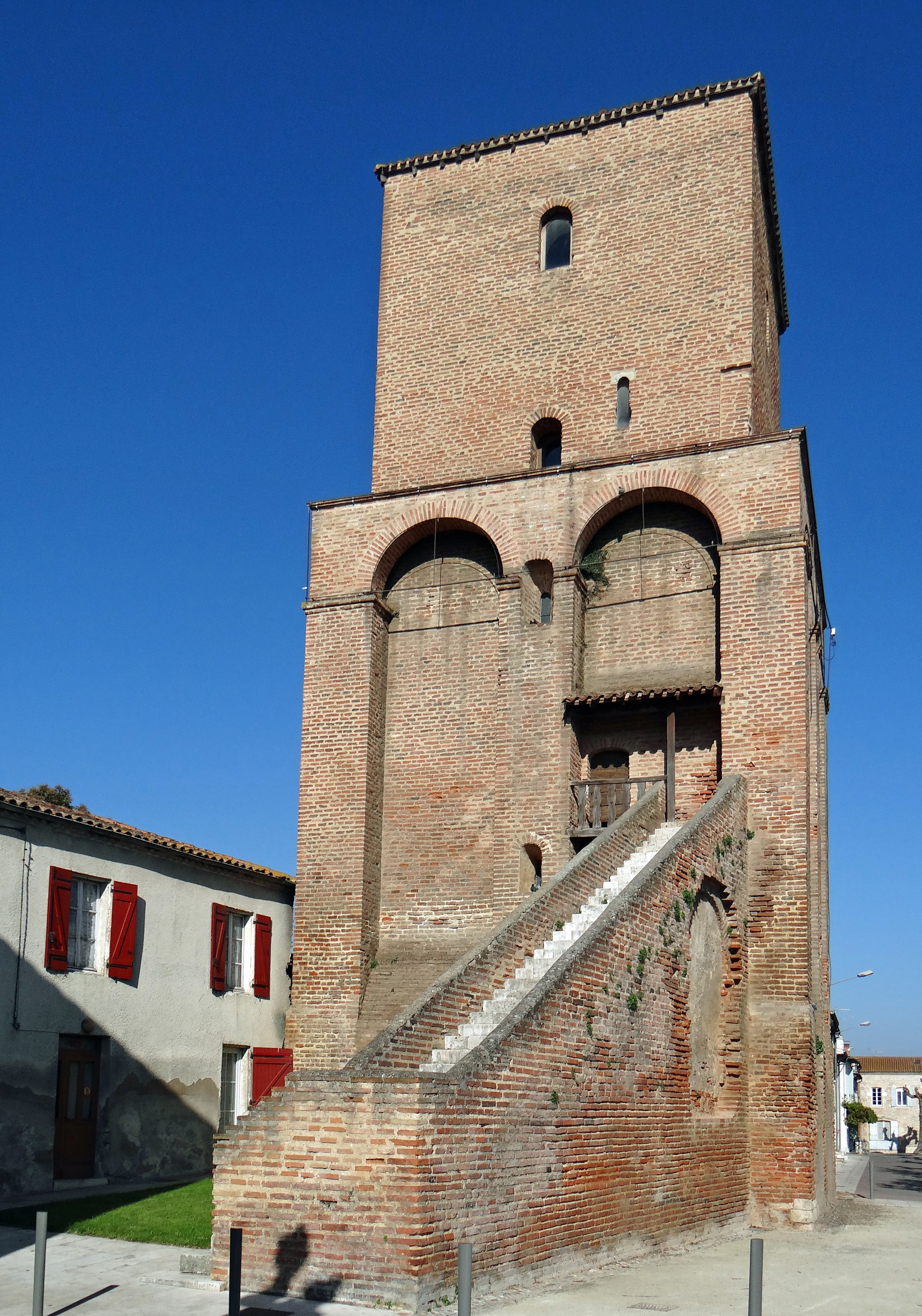
Tour du roi (Königsturm)

- Kirche Sainte-Livrade
- Kreuzgang des ehemaligen Klosters
- Tour du roi (Königsturm)